# Kolibřík šestibarvý
Kolibřík šestibarvý (Selasphorus platycercus) je středně velký druh kolibříka. Obývá hornaté oblasti západu Spojených států, západní Kanady, Mexika a Guatemaly.

## Popis
Středně velký kolibřík, měří 10 cm, v rozpětí křídel má 13,3 cm a váží kolem 3,6 g. Samice bývají větší než samci. Dospělí ptáci obou pohlaví mají leskle zelenou svrchní stranu těla, bílý oční kroužek a zaokrouhlený ocas, u sedících ptáků přesahující špičky křídel, podle kterého získal své (nejen) latinské druhové jméno.
Dospělý samec se vyznačuje leskle růžovočerveným hrdlem. Charakteristický je bílý oční kroužek. Samice se od samce odlišuje matnějším zbarvením, má krémové boky a tečkované tváře u samce nepřítomné.

## Rozšíření
Vyskytuje se v lesním podrostu nebo pod klenbou borových či dubových lesů. Potravu vyhledává v otevřené květnaté krajině, v travnatých nebo křovinatých oblastech. Je rozšířen v západních Spojených státech a západní Kanadě během léta a v Mexiku a Guatemale zimuje.

## Ekologie

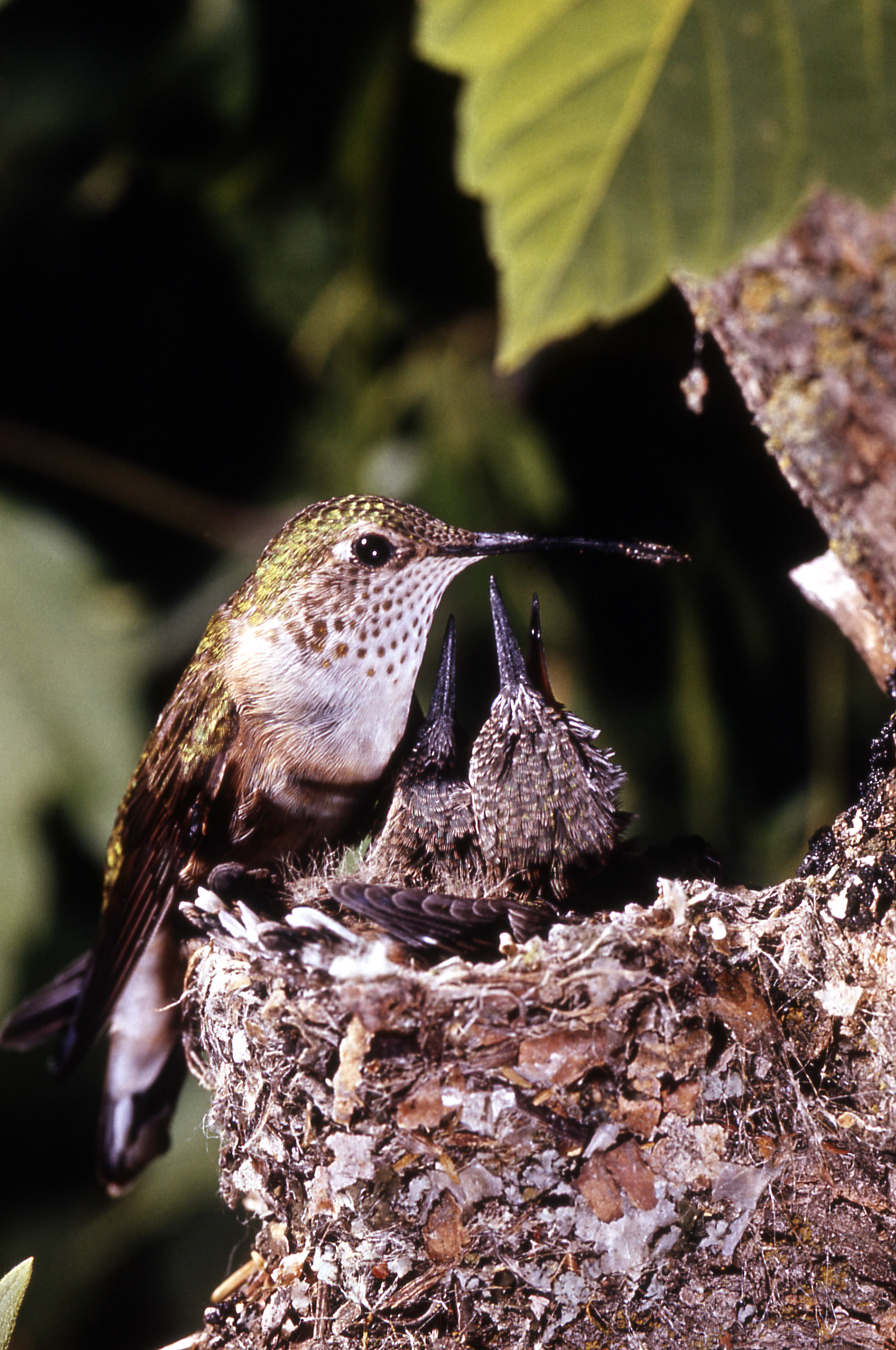
Samice na hnízdě s mláďaty

Potrava kolibříka šestibarvého se skládá z drobného hmyzu a nektaru z květů rostlin, zvláště těch, které jsou k opylování kolibříky uzpůsobeny, tj. mají trubicovitý tvar, vysokou produkci nektaru a převážně červenou barvu, například Aquilegia elegantula. Hnízdní rozšíření se táhne od střední Montany na severu po severní Guatemalu na jihu. Samice staví hnízdo sama. V 70 % případů dojde k použití starého hnízda další rok. Jeho stavba trvá 4–5 dní. Klade 2 bílá vajíčka a inkubuje je 16–19 dní. Hnízdo se rozšiřuje, jak mláďata rostou. Jsou holá, když se vylíhnou, a opeří se za 10–12 dnů.  Samice pak s vylétlými mláďaty zůstane několik týdnů.